# Cyaniris caeca
Cyaniris caeca är en fjärilsart som beskrevs av Fuchs 1883. Cyaniris caeca ingår i släktet Cyaniris och familjen juvelvingar. Inga underarter finns listade i Catalogue of Life.